# Же (буква)
Ժ, ժ (арм. ժեо файле, в кл. орф. ժէ, же) — десятая буква армянского алфавита. Создал Месроп Маштоц в 405—406 годах.

## Использование
И в восточноармянском, и в западноармянском языках обозначает звук [ʒ]. Числовое значение в армянской системе счисления — 10.
Использовалась в курдском алфавите на основе армянского письма (1921—1928) для обозначения звука [ʒ].
В системах романизации армянского письма передаётся как ž (ISO 9985), zh (ALA-LC, BGN/PCGN). В восточноармянском шрифте Брайля букве соответствует символ ⠾ (U+283E), а в западноармянском — ⠜ (U+281C).

## Слова на же
- ժամ (жам) — час
- ժամանակ (жаманак) — время

## Кодировка
И заглавная, и строчная формы буквы же включены в стандарт Юникод начиная с версии 1.0.0 в блоке «Армянское письмо» (англ. Armenian) под шестнадцатеричными кодами U+053A и U+056A соответственно.

## Галерея

Округлый еркатагир
Прямолинейный еркатагир
Болоргир
Нотргир
Шхагир